# Réo
Réo is een stad in Burkina Faso en is de hoofdplaats van de provincie Sanguié.
Réo telde in 2006 bij de volkstelling 27.209 inwoners.
In 1912 kwamen de eerste katholieke missionarissen aan in Réo.

## Partnersteden
- Morlaix (Frankrijk)
- Würselen (Duitsland)

## Geboren
- Catherine Ouedraogo (1962), vrouwen-mensenrechtenverdediger